# Kazimierz Zakrzewski (rotmistrz)
Kazimierz Zakrzewski (ur. 27 listopada 1884 w Charkowie, zm. 14 sierpnia 1920 pod Chołojowem) – rotmistrz Wojska Polskiego.

## Życiorys
Był synem Bolesława Zakrzewskiego (zm. 1902), fabrykanta i przemysłowca, oficera w powstaniu styczniowym, oraz Zofii z Walkiewiczów. Uczestniczył w wojnie polsko-bolszewickiej. Pełniąc obowiązki dowódcy 1 Pułku Ułanów Krechowieckich w stopniu rotmistrza poległ 14 sierpnia 1920 podczas wycofywania się wskutek zajęcia przez nieprzyjaciela Chołojowa.
27 sierpnia 1920 został zatwierdzony z dniem 1 kwietnia 1920 w stopniu rotmistrza, w żandarmerii, w grupie oficerów byłych Korpusów Wschodnich i byłej armii rosyjskiej. Pośmiertnie został awansowany do stopnia majora.

## Ordery i odznaczenia
- Krzyż Niepodległości – pośmiertnie 17 marca 1932 „za pracę w dziele odzyskania niepodległości”[8][9][10]
- Krzyż Walecznych[11]